# Proserpinus
Genre
Le genre Proserpinus regroupe des lépidoptères de la famille des Sphingidae, sous-famille des Macroglossinae et de la tribu des Macroglossini.

## Systématique
- Le genre a été décrit par l'entomologiste allemand Hübner en 1819[1].
- L'espèce type pour le genre est Sphinx oenotherae reclassée Proserpinus proserpina (Pallas, 1772)

### Synonymie
- Pterogon Boisduval, 1828[2]
- Pteropogon Meigen, 1829[3]
- Lepisesia Grote, 1865[4]
- Arctonotus Boisduval, 1852
- Pogocolon Boisduval, 1875[5]
- Dieneces Butler, 1881[6]

### Liste des espèces
- Proserpinus clarkiae (Boisduval, 1852).
- Proserpinus flavofasciata (Walker, 1856).
- Proserpinus gaurae (Smith, 1797).
- Proserpinus juanita (Strecker, 1876).
- Proserpinus lucidus (Boisduval, 1852)
- Proserpinus proserpina (Pallas, 1772) — Sphinx de l'épilobe ou sphinx de l'œnothère.
- Proserpinus terlooi H. Edwards, 1875.
- Proserpinus vega (Dyar, 1903).

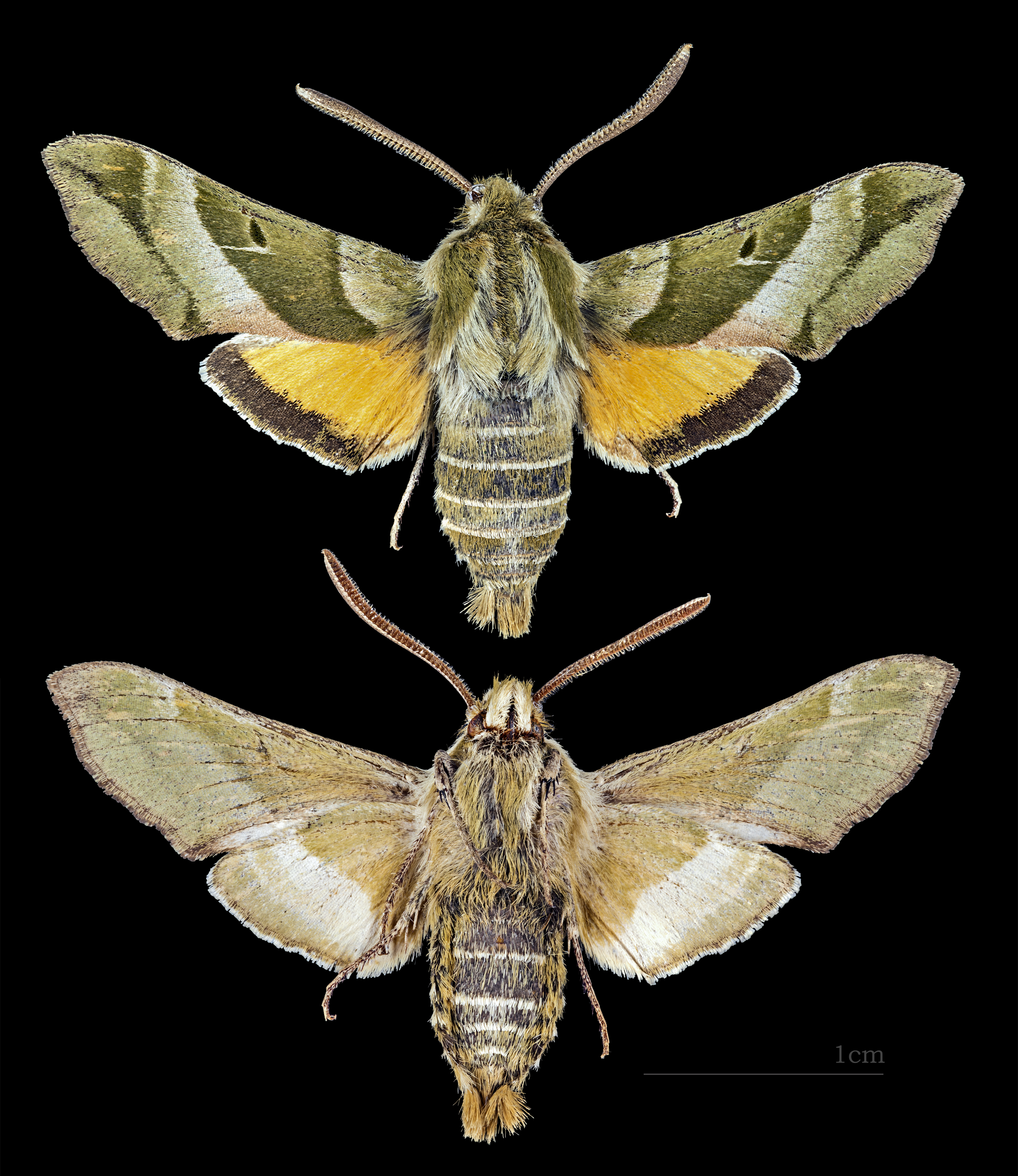
Proserpinus clarkiae
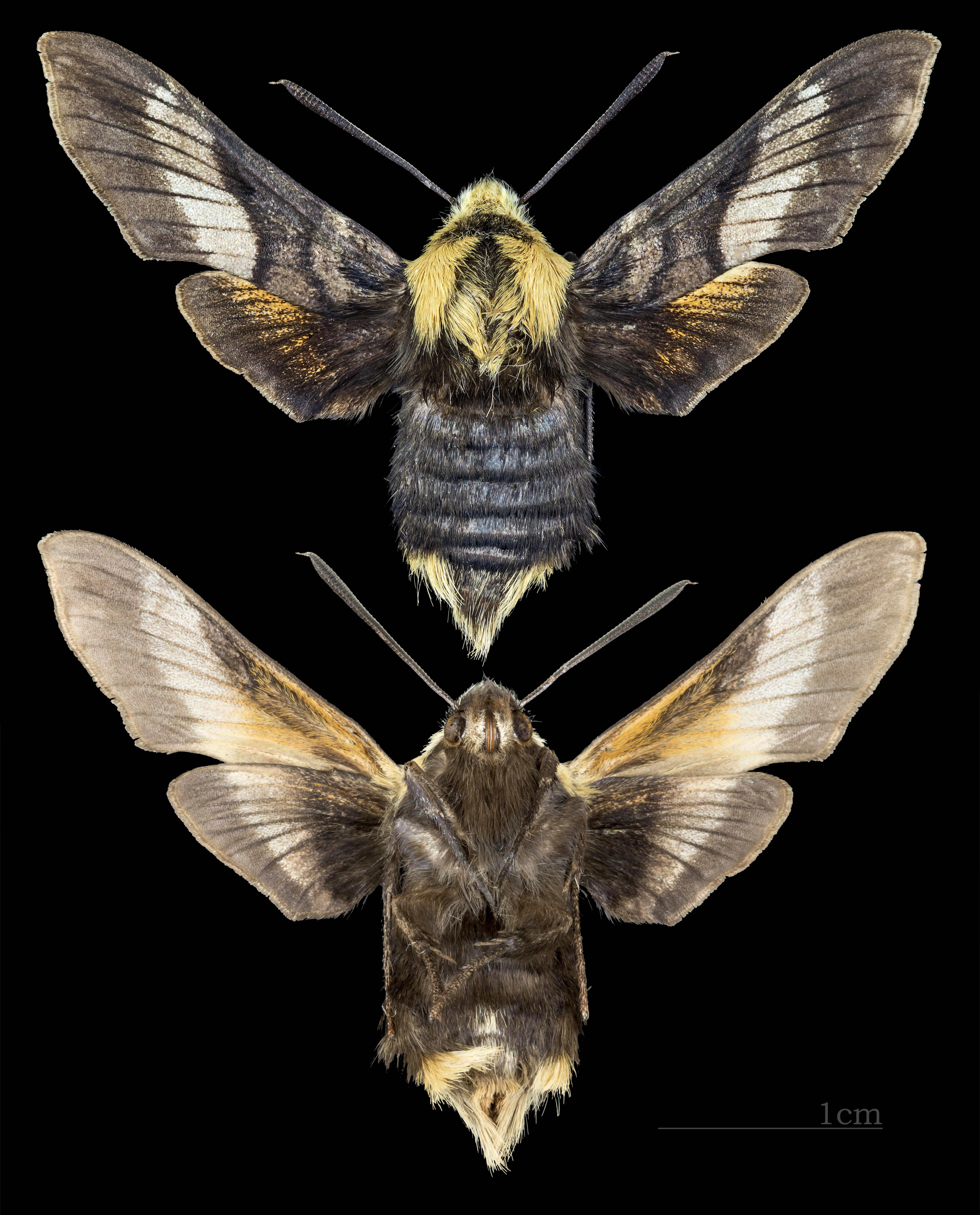
Proserpinus flavofasciata
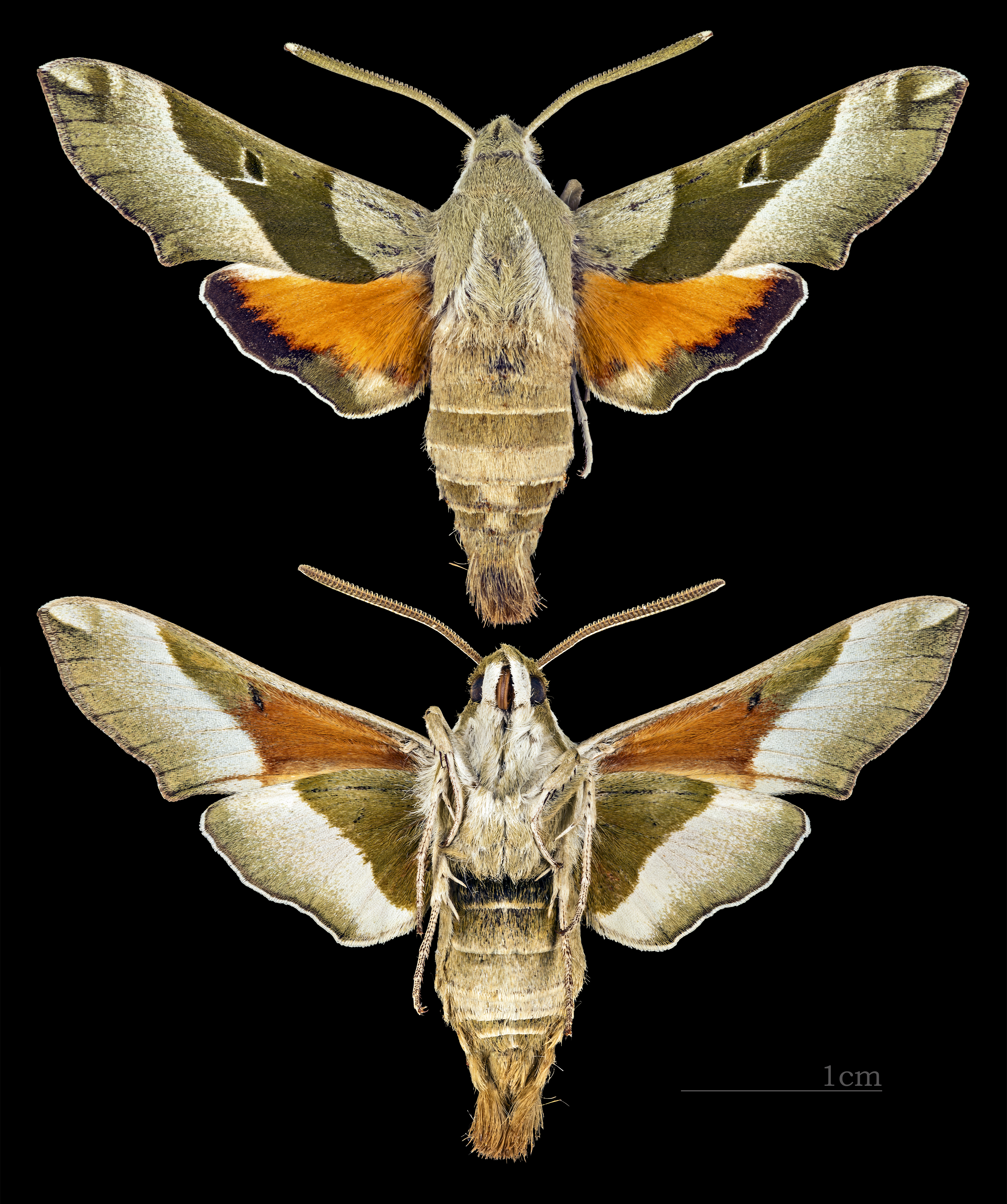
Proserpinus juanita
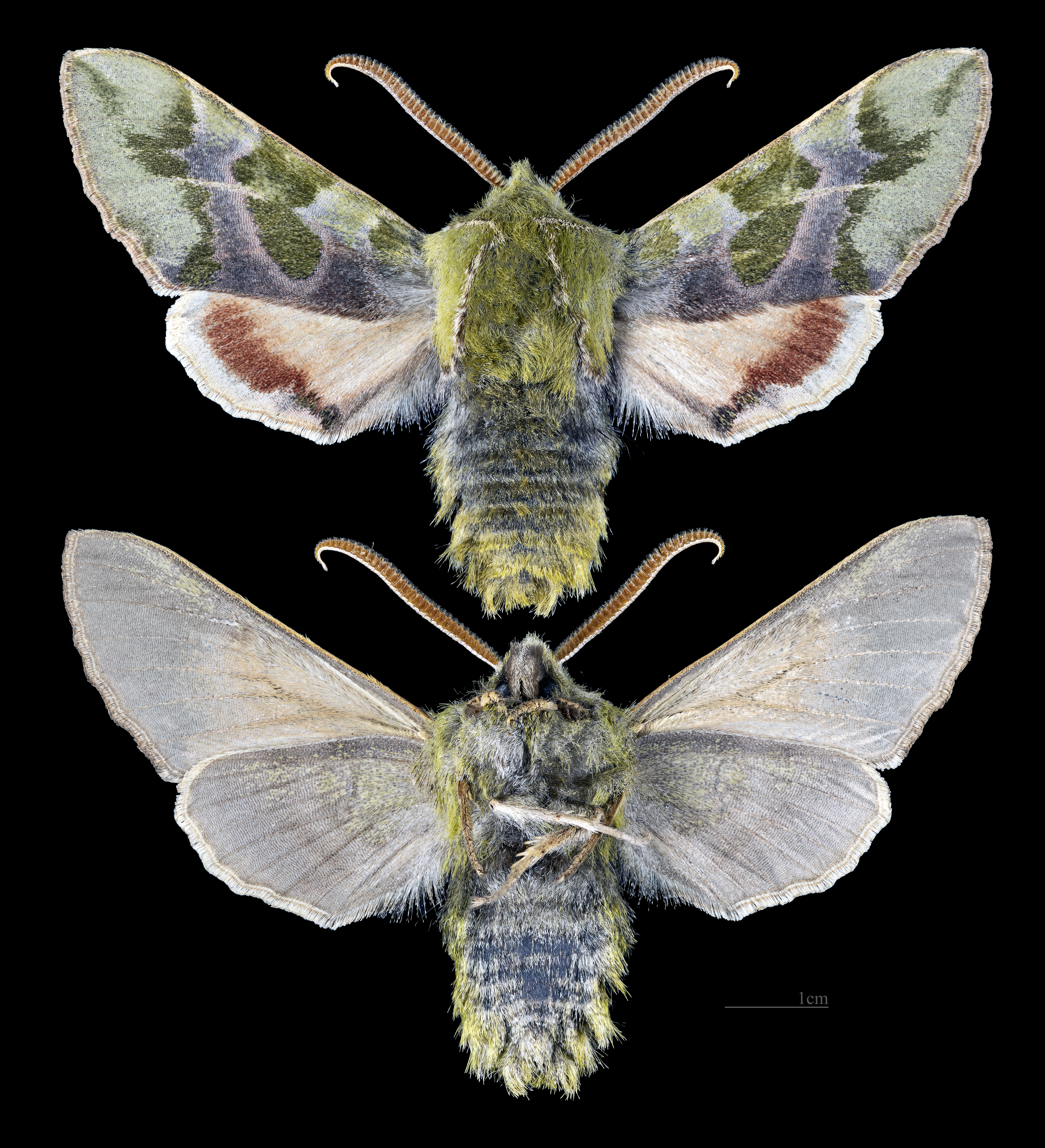
Proserpinus lucidus
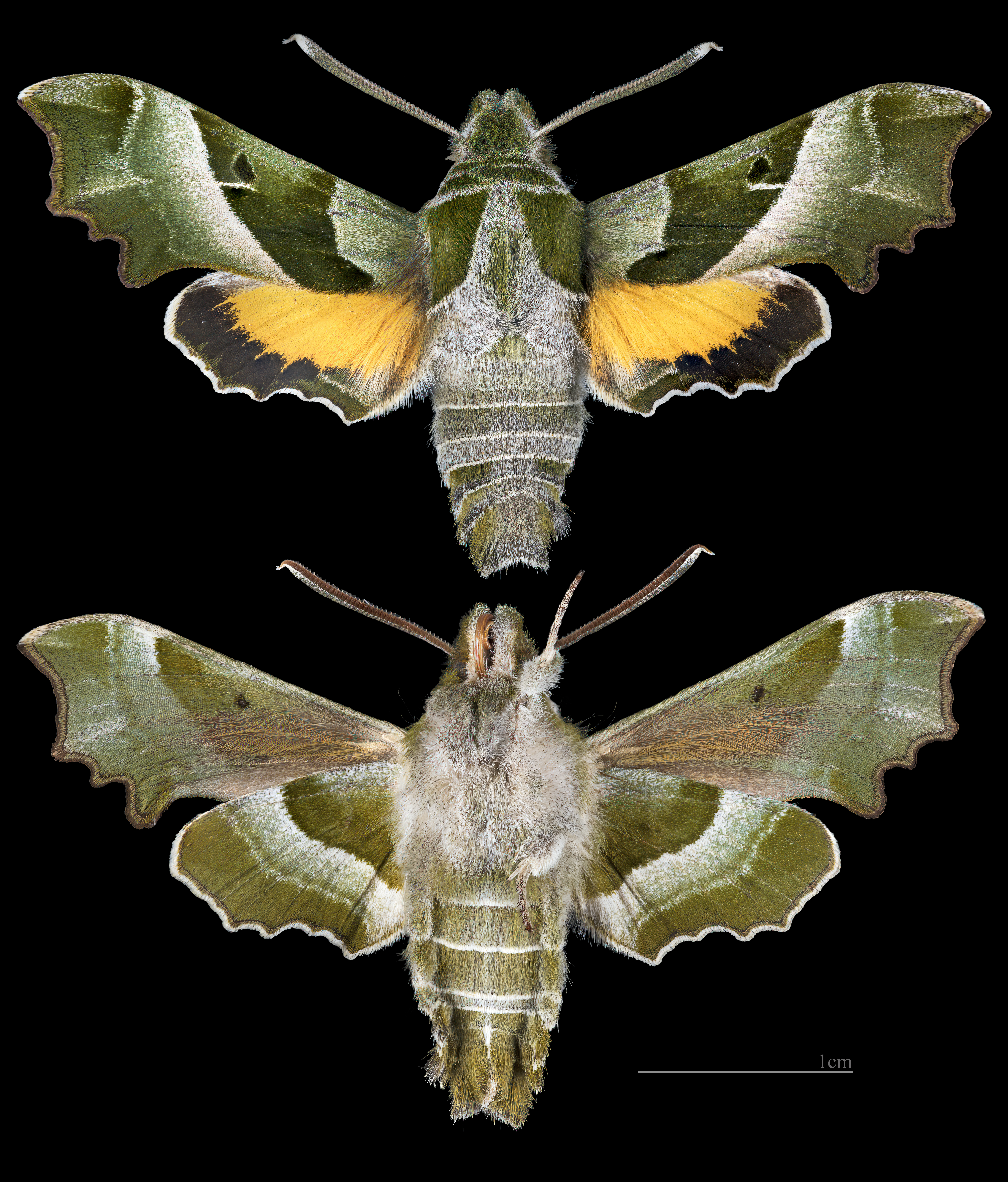
Proserpinus proserpina